# Rodión Malinovski
Rodión Yákovlevich Malinovski (en ruso: Родио́н Я́ковлевич Малино́вский; Odesa, Imperio ruso, 11 de noviembrejul./ 23 de noviembre de 1898greg.–Moscú, Unión Soviética, 31 de marzo de 1967) fue un comandante militar soviético, ministro de Defensa entre 1957 y 1967 y mariscal de la Unión Soviética. Jugó un papel central en la Segunda Guerra Mundial, incluida la gran derrota de la Alemania nazi en la batalla de Stalingrado. Durante la Guerra Fría realizó una gran contribución al fortalecimiento de la Unión Soviética como superpotencia militar.

## Biografía

### Juventud y Primera Guerra Mundial

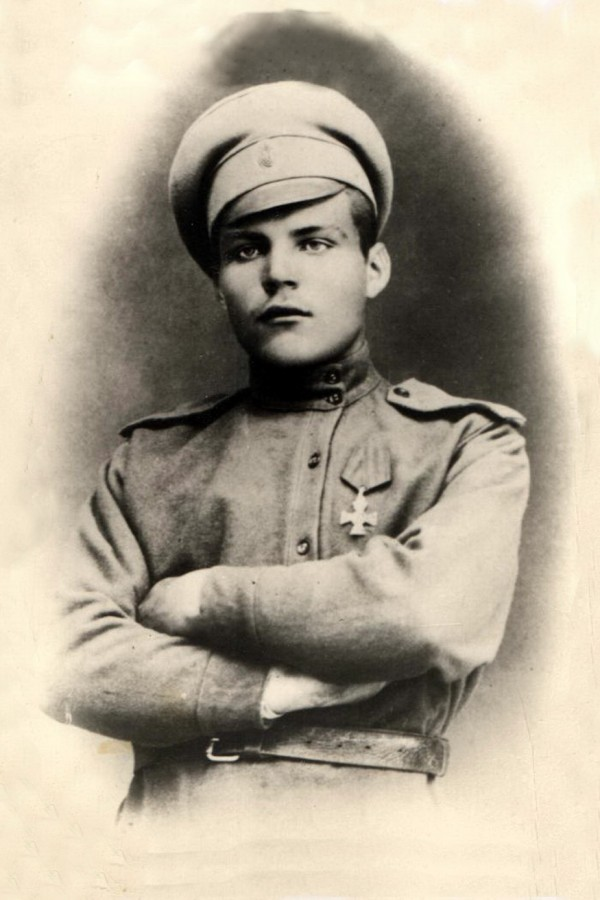
Rodión Malinovski durante la Primera Guerra Mundial

Nacido en Odesa, Malinovski era descendiente de judíos caraítas. Su padre abandonó a la familia, y el hijo fue registrado oficialmente como «ilegítimo»; en búsqueda de una nueva vida, su madre dejó la ciudad por una zona rural de Ucrania, donde se volvió a casar. Su nuevo esposo, un campesino pobre ucraniano, rechazó adoptar a su hijo y lo expulsó cuando Malinovski solo tenía 13 años de edad. El chico vagabundo sobrevivió trabajando en una granja, y encontró refugio en la familia de su tía en Odesa, donde trabajó como mozo en unos grandes almacenes.
Tras el comienzo de la Primera Guerra Mundial en julio de 1914, Malinovski, que tenía solo 15 años en aquel momento (demasiado joven para el servicio militar), accedió a un tren militar en dirección al Frente, pero fue descubierto. Sin embargo, convenció a los oficiales para que le dejaran alistarse como voluntario, sirviendo en un destacamento de ametralladoras en las trincheras.
En octubre de 1915, como recompensa por repeler un ataque alemán, recibió su primera condecoración militar, la Cruz de San Jorge de 4.º Grado, siendo ascendido al grado de Cabo. Muy poco después, fue herido de gravedad, pasando varios meses en el hospital y, tras su recuperación en 1916, fue enviado a Francia como miembro de los Cuerpos Expedicionarios Rusos en el Frente Occidental. Malinovski luchó en un disputado sector del frente cercano a Fort Brion y fue ascendido a sargento. Sufrió otra grave herida en su brazo izquierdo, y recibió una condecoración del Gobierno francés.
Tras la Revolución rusa, el Gobierno francés expulsó a las unidades rusas, aunque ofreció a algunos de los mejores soldados rusos servicio en la Legión extranjera francesa. Malinovski luchó contra los alemanes hasta el final de la guerra, fue galardonado con la Cruz de Guerra francesa, y ascendido a Suboficial.

### Periodo de entreguerras
Volvió a Rusia en 1919, ingresando en el Ejército Rojo, participando en la guerra civil rusa frente al Ejército Blanco y luchando con distinción en Siberia. Permaneció en el Ejército tras el final del conflicto estudiando en la Escuela de Formación de Comandantes, alcanzando la comandancia de un batallón de fusiles. En 1926 se afilió al Partido Comunista de la Unión Soviética, un requisito necesario para avanzar en las filas militares.
En 1927, fue enviado a estudiar a la Academia Militar Frunze. Se graduó en 1930 y durante los siguientes siete años desempeñó la Jefatura de Estado Mayor del 3.er Cuerpo de Caballería, donde su comandante era Semión Timoshenko.
Tras el estallido de la guerra civil española en 1936, se ofreció voluntario para luchar en el bando republicano después del golpe de Estado del general Francisco Franco. Participó en la planificación y dirección de varias operaciones importantes. En 1938 regresó a Moscú, siendo galardonado con la Orden de Lenin y la Orden de la Bandera Roja en reconocimiento a su servicio en España; fue nombrado instructor honorario en la Academia Militar Frunze.
En la primavera de 1941, Timoshenko, que entonces era el ministro de Defensa, fue alarmado por movimientos masivos alemanes a lo largo de las fronteras soviéticas, mientras la Wehrmacht se preparaba secretamente para la Operación Barbarroja. Para fortalecer la capacidad de mando operativo del Ejército Rojo envió a varios de los altos oficiales de las academias militares a las unidades de campaña. Fue ascendido a mayor general, asumiendo el mando del recién desplegado 48.º Cuerpo de Fusileros en el Distrito Militar de Odesa. Una semana antes del comienzo de la guerra desplegó sus unidades cerca de la frontera rumana.

## Segunda Guerra Mundial

### Operación Barbarroja
Tras la invasión alemana de la Unión Soviética el 22 de junio de 1941, en la que el Ejército Rojo sufrió enormes derrotas y perdió a centenares de miles de hombres en las maniobras envolventes alemanas, Malinovski sobresalió como uno de los pocos generales soviéticos competentes. Sus unidades de tres divisiones de rifles se enfrentaron a la blitzkrieg a lo largo del curso del río Prut. Mientras los generales del Ejército Rojo mandaban sus unidades detrás de las líneas de combate, Malinovski fue a los sectores cruciales de las batallas a estar con sus soldados e infundirles moral. Incapaz de parar a las fuerzas superiores técnica y numéricamente de la Wehrmacht, Malinovski tuvo que retirarse al mar Negro, aunque frustró las tentativas enemigas de envolver a sus tropas. Los alemanes tuvieron éxito en rodear a sus tropas en Nikoláyev, pero Malinovski rompió el cerco y se retiró a Dnipropetrovsk (actual Dnipró).
En agosto fue promovido a la Jefatura de Estado Mayor del maltrecho 6.º Ejército, y pronto reemplazo a su comandante. Paró el avance alemán en su sector del frente y fue ascendido a teniente general. Tras la retirada del Ejército Rojo al Dombás, comandó una operación conjunta del 6.º y el 12.º Ejércitos, consiguiendo expulsar a la Wehrmacht de la región. En diciembre recibió el mando del Frente del Sur, consistente en tres débiles ejércitos de campo y dos cuerpos de caballería del tamaño de dos divisiones. Tenían insuficiente cantidad de hombres y equipamiento, pero Malinovski consiguió penetrar en las defensas alemanas.

### Batalla de Járkov
El 18 de enero de 1942, Malinovski y el Frente Suroeste, bajo el mando del mariscal Semión Timoshenko, lanzaron un ataque conjunto en la segunda batalla de Járkov, haciendo retroceder a los alemanes 100 kilómetros aunque Timoshenko sobreestimó la habilidad del Ejército Rojo para la guerra ofensiva y sufrió una dura derrota. A pesar de que Stalin, a pesar de la oposición de sus altos consejeros militares, apoyó la funesta ofensiva de Járkov, sospechó que Malinovski había hecho fallar intencionadamente a sus tropas (temía que hubiera establecido y mantenido conexiones con intereses extranjeros durante su estancia durante la Primera Guerra Mundial en Francia). En julio de 1942, el Frente Sur fue puesto fuera de combate, sus unidades y personal transferidos al Frente del Cáucaso Norte como Grupo Operacional del Don bajo el mando de Malinovski (que además fue nombrado vicecomandante del Frente). Stalin le ordenó a Malinovski detener el avance del Grupo de Ejércitos A de la Wehrmacht hacia Rostov del Don y los vitales campos petrolíferos del Caucaso; los alemanes tenían superioridad numérica y doblaban la capacidad técnica de Malinovski, consiguiendo penetrar sus débiles defensas. Como consecuencia, la Stavka disolvió el Grupo Operacional del Don en septiembre.

### Stalingrado y el Frente Ucraniano
El Ejército Rojo se encontraba duramente presionado por los alemanes en la batalla de Stalingrado, y Stalin confió en Malinovski para comandar el rápidamente formado 66.º Ejército, para mantener las posiciones al nordeste de Stalingrado. Al mismo tiempo, Stalin nombraba a Nikita Jrushchov como máximo Comisario Político de la ciudad, encargado de vigilar a Malinovski.
El 66.º Ejército no tenía experiencia de combate, pero fue la primera ocasión de la guerra en la que Malinovski comandaba una unidad cercana a su máxima capacidad en cuanto a tropas y equipamiento. En septiembre y octubre de 1942, se lanzó a la ofensiva; las ganancias territoriales fueron marginales, pero negó a los alemanes la oportunidad de envolver Stalingrado desde el norte y disminuyó su penetración en la ciudad. A finales de ese mes, la Stavka envió a Malinovski a fortalecer el Frente de Vorónezh como su vicecomandante; en diciembre le enviaron de nuevo a Stalingrado. Allí, el Ejército Rojo consiguió su gran éxito: el 22 de noviembre, los frentes soviéticos rodearon al 6.º Ejército alemán; el Grupo de Ejércitos del Don, comandado por Erich von Manstein, reunió sus unidades panzer en el pueblo de Kotélnikovo (150 kilómetros al este de Stalingrado) y junto al general Hermann Hoth, trató desesperadamente de salvar al 6.º Ejército.
Dirigió al poderoso 2.º Ejército de Guardias contra Hoth. En una encarnizada lucha de tanques forzó a los alemanes a retirarse, contraatacando, rompiendo profundamente las escalonadas y bien preparadas defensas alemanas, y destruyendo el reagrupamiento de ejércitos de Kotélnikovo. Fue el primer choque de tanques a gran escala de la Segunda Guerra Mundial perdido por Alemania. La victoria de Malinovski selló el destino de los doscientos cincuenta mil soldados alemanes y de otros países del Eje atrapados en la bolsa de Stalingrado. Stalin ascendió a Malinovski a coronel general, otorgándole la condecoración soviética más alta para el mérito en el generalato —la Orden de Suvórov de 1.er grado—.
En febrero de 1943, retomó su mando en el Frente del Sur, y en menos de dos semanas expulsó a Manstein de Rostov del Don, abriendo el camino del Ejército Rojo hacia Ucrania. En marzo, Stalin le ascendió a general del ejército, dándole el mando del Frente Sudoccidental con la tarea de expulsar a las tropas alemanas de la rica región industrial del Dombás. A través de un repentino ataque a mediados de octubre, Malinovski consiguió sorprender a una gran fuerza alemana en la ciudad clave en la región de Zaporizhia, liberándola. La derrota del Grupo de Ejércitos Sur provocó su escisión en dos partes: al norte y al sur de los Cárpatos, aislando al 17.º Ejército alemán estacionado en Crimea del resto de fuerzas alemanas. La parte norte pasó a llamarse Grupo de Ejércitos Ucrania Norte (Generalfeldmarschall Walter Model) mientras que la parte sur Grupo de Ejércitos Ucrania Sur (Generalfeldmarschall Ferdinand Schörner), que entró en vigor el 5 de abril de 1944, aunque muy poco de Ucrania quedaba en manos alemanas. Como resultado de esta división, la conexión entre estos dos nuevos grupos de ejércitos se había roto.
El 20 de octubre, el Frente Sudoccidental fue renombrado 3.º Frente Ucraniano. De diciembre de 1943 a abril de 1944, aplastó al Grupo de Ejércitos Sur alemán, liberando gran parte del sur de Ucrania, incluyendo Jersón, Nikoláyev y su ciudad natal de Odesa. Para aquel momento, según la opinión de Jrushchov, Stalin comenzó a acrecentar su confianza en la lealtad de Malinovski.

### Campaña de los Balcanes

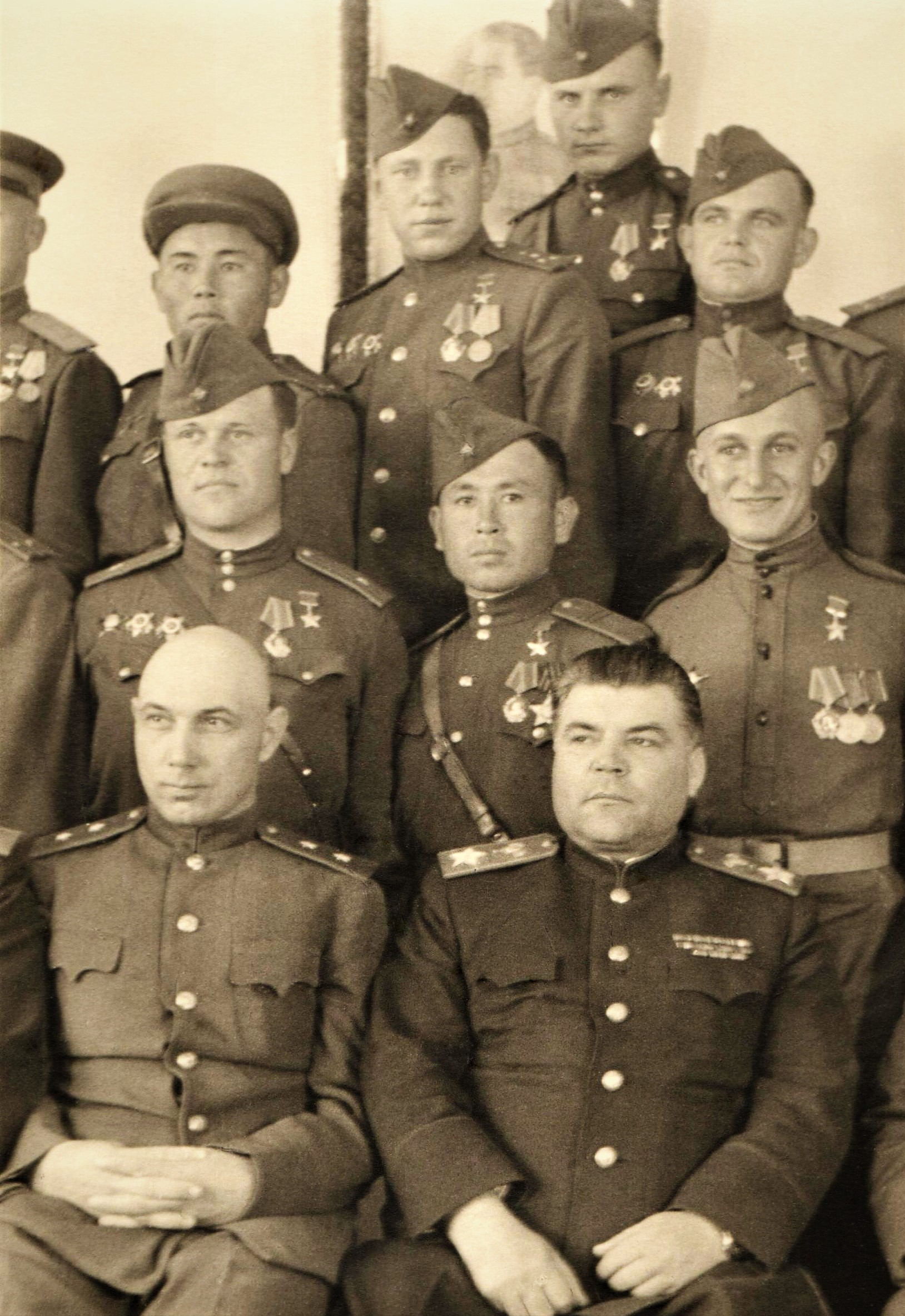
Malinovski en la ceremonia de entrega de los condecoraciones de Héroes de la Unión Soviética, por su destacada actuación durante la Segunda Ofensiva de Jassy-Kishinev

En mayo de 1944, Malinovski fue transferido al 2.º Frente Ucraniano. Expulsó a los alemanes de lo que les quedaba de territorio soviéticos, lanzando la invasión de los Balcanes junto al general de Ejército Fiódor Tolbujin (que recibió el antiguo mando de Malinovski sobre el más pequeño 3.er Frente Ucraniano). En la batalla de Rumania, a finales de agosto y principios de septiembre, Malinovski lanzó una versión soviética de la blitzkrieg altamente exitosa. Junto a Tolbujin, rodeó y destruyó la fuerza de medio millón de tropas alemanas y más de cuatrocientos mil rumanos, forzando el derrocamiento del dictador proalemán Ion Antonescu y cambiando a Rumanía del campo del Eje al de los Aliados. Un triunfante Stalin llamó a Malinovski a Moscú, nombrándole el 10 de septiembre mariscal de la Unión Soviética. Fue además jefe nominal de la Comisión Aliada en Rumanía, representada por Vladislav Vinográdov.
Continuó su camino ofensivo, cruzando los Cárpatos del sur hacia Transilvania (entrando en la parte húngara de la misma), y el 20 de octubre capturó Debrecen, defendida por una gran fuerza alemana. Sus tropas estaban cansadas tras varios meses de combate y necesitaban reabastecerse y reagruparse, pero Stalin ordenó a Malinovski tomar la capital húngara, Budapest (“ver Sitio de Budapest”), para abrir el camino a Viena e impedir que los Aliados tomaran la antigua capital austriaca. Con la ayuda de Tolbujin, Malinovski acató la orden de Stalin, enfrentándose a la determinación de Adolf Hitler de defender Budapest a toda costa. Los alemanes y sus aliados húngaros del Partido de la Cruz Flechada trataron de convertir Budapest en un “Stalingrado alemán”; Hitler echó el resto de sus tropas panzer (entre ellas seis divisiones de élite de las Waffen SS y cinco divisiones panzer de la Wehrmacht —un cuarto de todas las tropas acorazadas alemanas—), debilitando a las fuerzas alemanas que combatían a los soviéticos en Polonia y Prusia, así como a las que se enfrentaban a los Aliados en el Rhin. El trazado estratégico y operativo de Malinovski le permitió vencer la debilidad de sus tropas y conquistar Budapest el 13 de febrero de 1945, tras una batalla extraordinariamente dura. Capturó 70 000 prisioneros. En Budapest, el NKVD de Stalin cometió uno de sus más notorios crímenes, el arresto de Raoul Wallenberg. Continuando su camino hacia el oeste, Malinovski expulsó a los alemanes hacia Eslovaquia, liberando Bratislava y el 13 de abril, Viena.
Estas nuevas victorias establecieron la supremacía soviética en la región del Danubio en Europa. En agradecimiento, Stalin le otorgó la condecoración soviética más alta del periodo, la Orden de la Victoria. Malinovski finalizó su campaña en Europa con la ocupación de Brno, ya en la República Checa, y presenciando el animado encuentro entre sus fuerzas y las norteamericanas.

### Manchuria

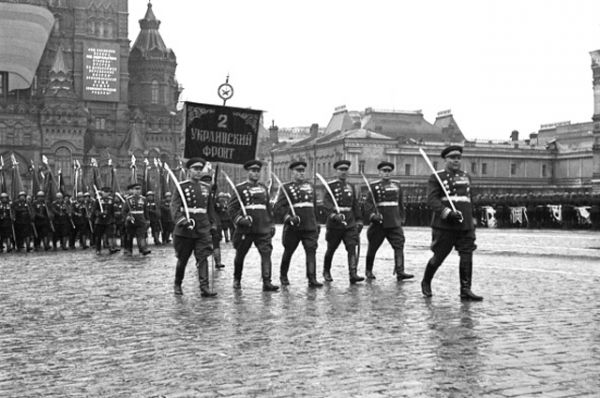
Malinovski liderando un contingente del segundo frente ucraniano en el Desfile de la Victoria de Moscú de 1945

Tras la rendición alemana el 9 de mayo de 1945, Malinovski fue transferido al Extremo Oriente Ruso, donde se le dio el mando del Frente del Transbaikal. En agosto lideró la última ofensiva soviética de la Segunda Guerra Mundial: invadió Manchuria, que estaba bajo control del poderoso Ejército Guandong japonés, formado por un millón de hombres. Confiado en la calidad de sus tropas (véase Batalla de Manchuria), aplastó a los japoneses en diez días, en la que se considera el modelo de guerra mecanizada blitzkrieg y de clásico movimiento de pinza, así como el mayor éxito de la capacidad militar soviética de la Segunda Guerra Mundial (en audacia, escala, ejecución e innovación táctica). Su captura de Manchuria animó sus sentimientos nacionalistas, tras la humillante derrota en la guerra ruso-japonesa de 1904-1905. Malinovski fue galardonado con los mayores honores posibles, de nuevo con la medalla de oro de Héroe de la Unión Soviética.
El 24 de junio de 1945, el Mariscal de la Unión Soviética Rodión Malinovski participó en el histórico Desfile de la Victoria de Moscú en la Plaza Roja, al frente de las unidades del Segundo Frente Ucraniano.

## Posguerra

### Extremo Oriente

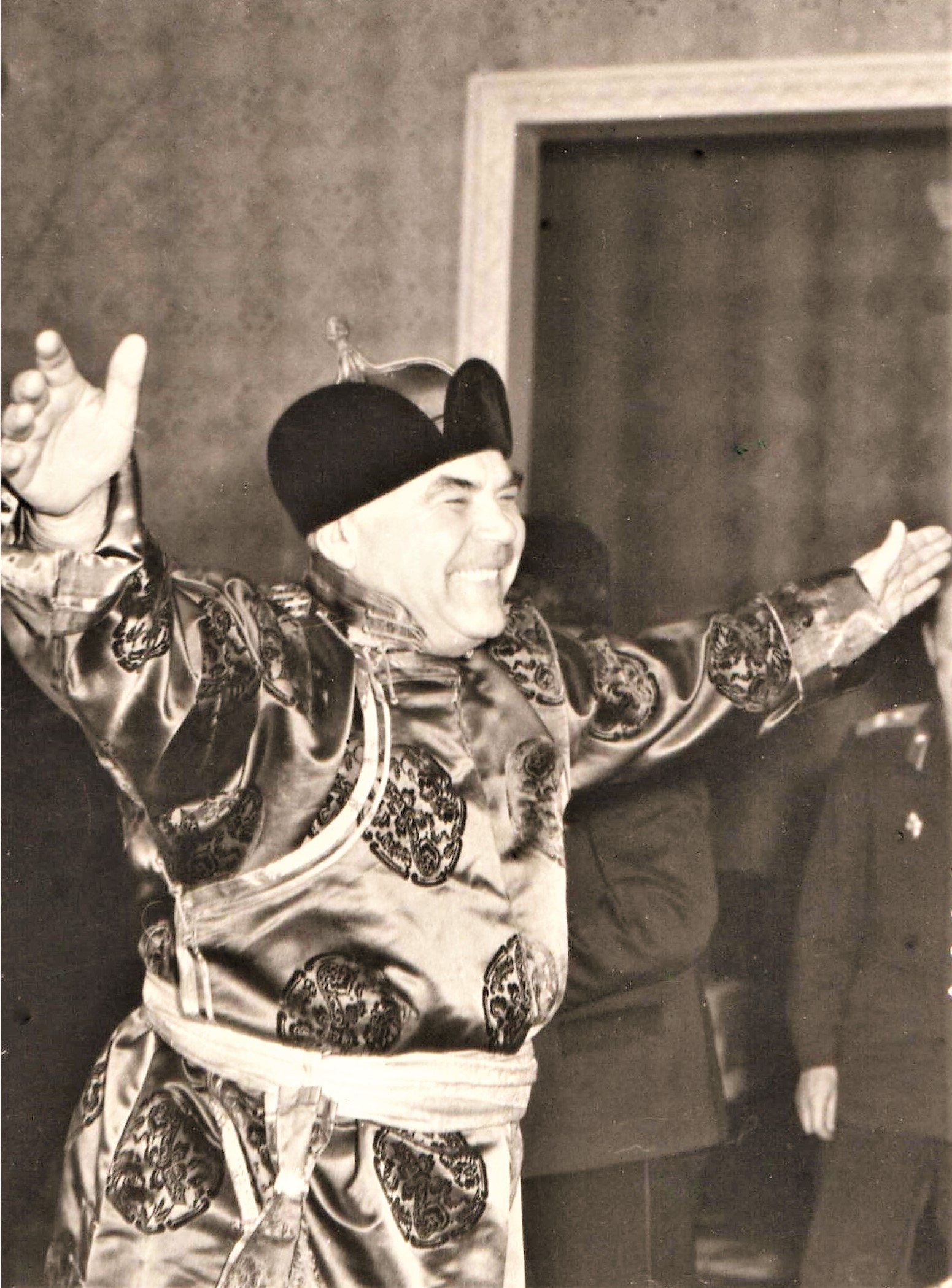
Malinovski como ministro de Defensa vistiendo el traje tradicional de Mongolia durante una visita oficial en 1961

Durante la siguiente década Malinovski se implicó en las decisiones clave en los intereses estratégicos de la Unión Soviética en la región del Extremo Oriente. Inicialmente comandante del Distrito Militar de Transbaikal-Amur (1945-1947), con el comienzo de la Guerra Fría fue nombrado Comandante Supremo de las Fuerzas del Extremo Oriente a cargo de tres distritos militares (1947-1953). Entrenó y abasteció al Ejército Popular de Corea del Norte y al Ejército Popular de Liberación de China antes y durante la guerra de Corea (1950-1953).
Como expresión de la pertenencia de Malinovski a la élite del Partido Comunista y del Estado soviético, fue elegido diputado del Soviet Supremo en 1946 y miembro candidato del Comité Central del PCUS en 1952. Tras la finalización de la guerra de Corea, Moscú disolvió el Comando Supremo de Extremo Oriente. Malinovski continuó su carrera controlando la fuerza militar más grande de la región como comandante del Distrito Militar de Extremo Oriente.

### Era Jrushchov
Tras la muerte de Stalin en marzo de 1953, Jrushchov le sucedió como secretario general y, durante el proceso de desestalinización y consolidación de su poder en el Kremlin, promovió a Malinovski como Comandante en Jefe de las Fuerzas de Tierra del ejército soviético y viceministro de Defensa por detrás del ministro Gueorgui Zhúkov (1956). Para confirmar el alto estatus de Malinovski en la burocracia soviética, fue seleccionado como miembro de pleno derecho del Comité Central del PCUS. En octubre de 1957, Jrushchov, que creía que Zhúkov tenía grandes ambiciones políticas, le cesó como ministro de Defensa, otorgándole el puesto a Malinovski, que sirvió como ministro hasta su muerte.
Aunque era amigo personal de Jrushchov, Malinovski mantuvo su posición independiente en cuanto a los asuntos militares. Jrushchov y varios miembros de la dirección militar del ejército soviético se convencieron de que las futuras guerras serían ganadas mediante ataques con misiles nucleares. Defendieron una gran inversión en el desarrollo de estos misiles y una drástica reducción de la misma en las fuerzas convencionales. Malinovski apoyó la adaptación a los misiles nucleares estratégicos, pero los vio como una herramienta útil para la prevención de la guerra, no como la principal arma de un conflicto. Desarrolló el concepto de unas fuerzas armadas extendidas en todo el territorio y defendió ardorosamente que aunque la naturaleza de la guerra cambiase, el factor decisivo seguiría siendo que un ejército eficiente y con tecnología militar moderna fuera capaz de conquistar y controlar el territorio enemigo. Malinovski convirtió el ejército soviético en la fuerza más poderosa y mejor equipada del mundo, alcanzando la paridad con Estados Unidos en cuanto a armas nucleares y modernización de las fuerzas convencionales.

### Últimos años

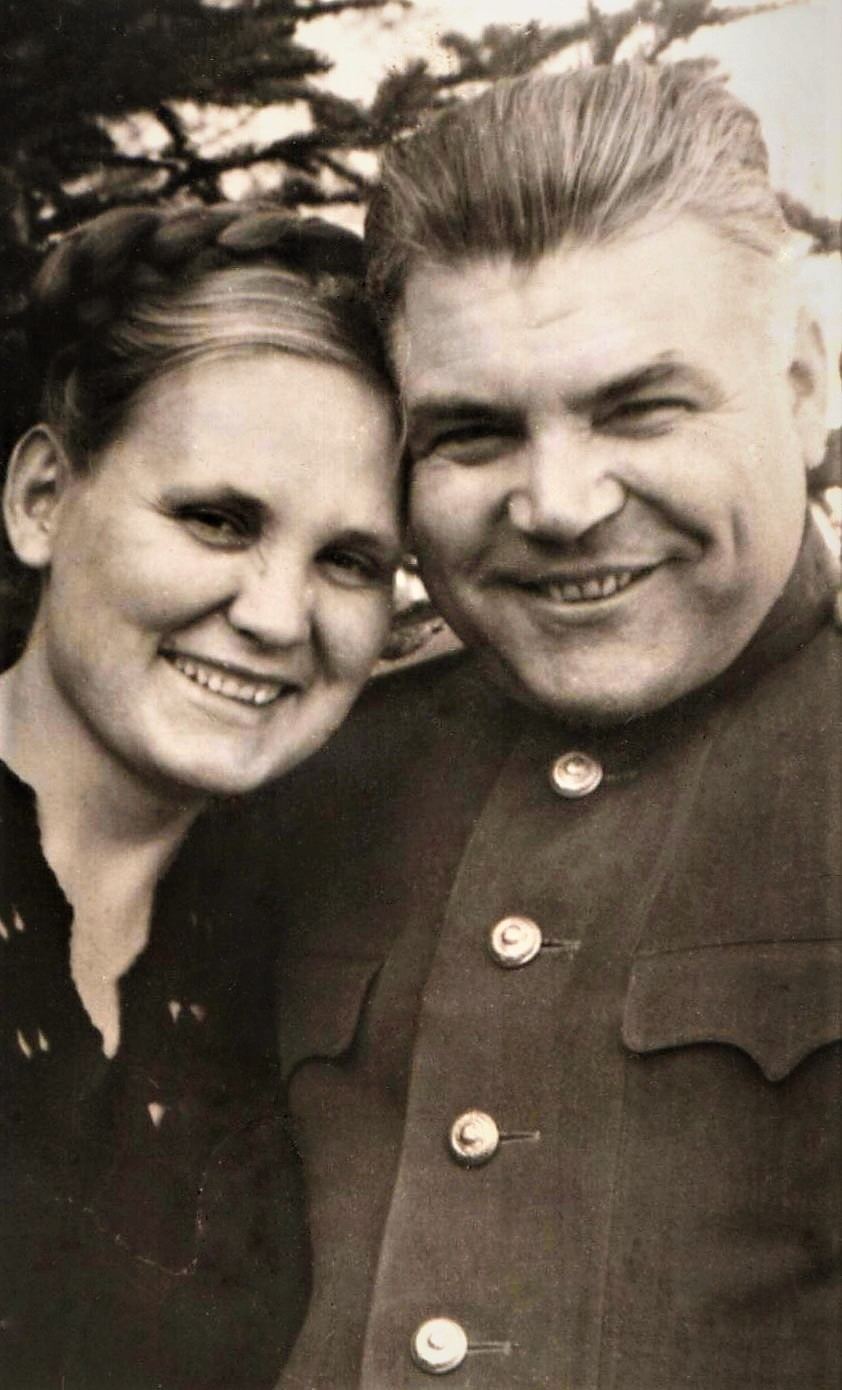
Rodión Malinovski con su esposa Raísa en 1945

La gestión por parte de Jrushchov de la Crisis de los misiles de Cuba, que llevó al mundo a las puertas de una catástrofe nuclear, alienó a Malinovski. Tras la crisis, demandó públicamente en las publicaciones del Ejército que debía darse más voz al estamento militar en la política estratégica de la Unión Soviética. El descontento del Ejército con Jrushchov animó a un golpe interno en el Partido, que lo destituyó en octubre de 1964. La nueva dirección del Partido (con Leonid Brézhnev a la cabeza) aceptó las demandas de Malinovski para una dirección militar autónoma y profesional, así como su concepto de un desarrollo equilibrado de las fuerzas armadas.
Malinovski falleció el 31 de marzo de 1967 y fue homenajeado con un funeral de Estado, siendo enterrado en la Necrópolis de la Muralla del Kremlin. El Gobierno otorgó su nombre a la Academia Militar de Tropas Acorazadas de Moscú y a una división de tanques de élite. Tras la disolución de la Unión Soviética en 1991, Malinovski continúa siendo visto como uno de los líderes militares más importantes de la Historia de Rusia.

## Familia
En el verano de 1942, el general Malinovski conoció a Raísa Yákovlevna Galpérina, una funcionaria de 28 años de la planta de baños y lavanderías del ejército (apellido de soltera Kucherenko, nacida en 1914). En 1944, Malinovski transfirió a Raísa a su cuartel general del frente y la nombró jefa de la cantina del Consejo Militar. Después de la guerra, se casaron. En 1945, Raísa recibió la Orden de la Estrella Roja de manos del comandante del frente Malinovski.
El 7 de noviembre de 1946, nació su hija Natalia Rodiónovna Malinóvskaya, en Jabárovsk, destacada hispanista y profesora de la Universidad de Moscú, guardiana del archivo de su padre. Así, Malinovski tuvo cinco hijos: tres hijos naturales (Guena / Herman, Robert y Eduard), un hijo adoptado (Herman, el hijo de Raísa Yákovlevna, del primer marido de Galpérina, nacido en 1936) y una hija (Natalia).
Malinovski era el único comandante terrestre soviético importante de la Segunda Guerra Mundial que hablaba con fluidez varios idiomas europeos. Hablaba con especial fluidez el francés y el español.

## Promociones
- Kombrig (15 de junio de 1938)
- Mayor general (4 de junio de 1940)
- Teniente general (9 de noviembre de 1941)
- Coronel general (12 de febrero de 1943)
- General del ejército (28 de abril de 1943)
- Mariscal de la Unión Soviética (10 de septiembre de 1944)[5]

## Condecoraciones

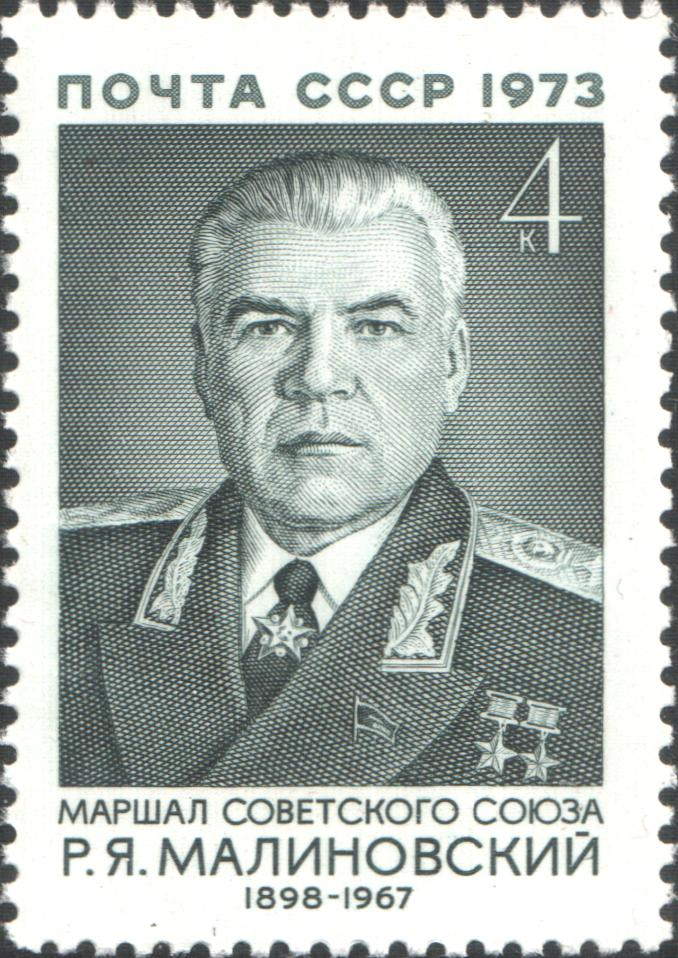
Sello postal soviético de 1973

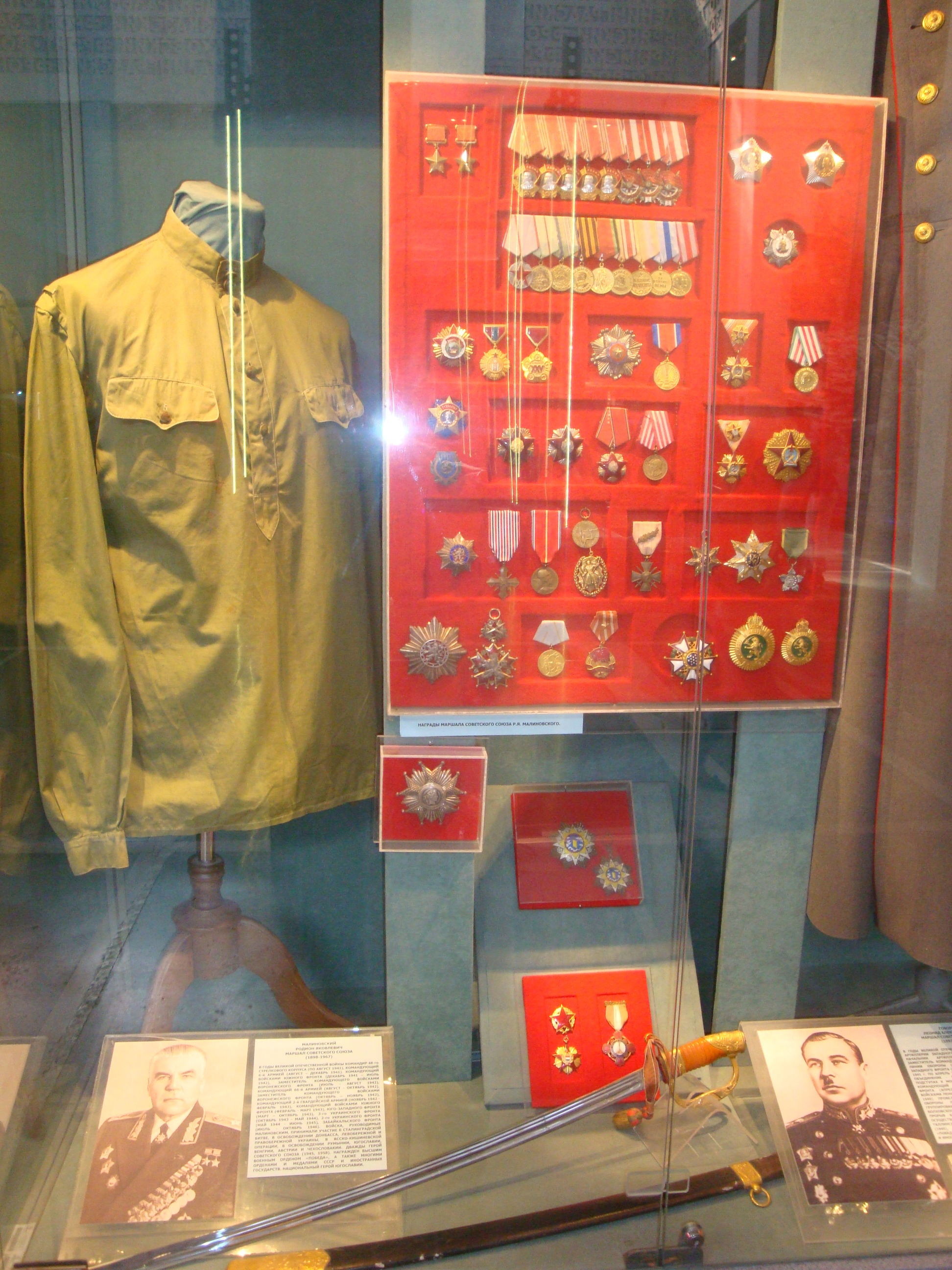
Guerrera y condecoraciones de Rodión Malinovski en el Museo Central de las Fuerzas Armadas en Moscú

Rodión Malinovski recibió las siguientes condecoraciones soviéticas:
- Héroe de la Unión Soviética, dos veces (8 de septiembre de 1945, 22 de noviembre de 1958)
- Orden de la Victoria (N.º 8 - 26 de abril de 1945)
- Orden de Lenin, cinco veces (17 de julio de 1937, 6 de noviembre de 1941, 21 de febrero de 1945, 8 de septiembre de 1945, 22 de noviembre de 1948)
- Orden de la Bandera Roja, tres veces (22 de octubre de 1937, 3 de noviembre de 1944, 15 de noviembre de 1950)
- Orden de Suvórov de 1.er grado dos veces (28 de enero de 1943, 19 de marzo de 1944)
- Orden de Kutúzov de 1.er grado (17 de septiembre de 1943)
- Medalla por la Defensa de Stalingrado
- Medalla por la Defensa del Cáucaso
- Medalla por la Defensa de Odesa
- Medalla por la Conquista de Budapest
- Medalla por la Conquista de Viena
- Medalla de la victoria sobre Japón
- Medalla de la victoria sobre Alemania en la Gran Guerra Patriótica 1941-1945
- Medalla Conmemorativa del 20.º Aniversario de la Victoria en la Gran Guerra Patria de 1941-1945
- Medalla del 20.º Aniversario del Ejército Rojo de Obreros y Campesinos
- Medalla del 30.º Aniversario de las Fuerzas Armadas de la URSS
- Medalla del 40.º Aniversario de las Fuerzas Armadas de la URSS

Yugoslavia
- Héroe del Pueblo de Yugoslavia (27 de mayo de 1964):
- Orden de la Estrella Partisana de 1.er grado (1956)

República Popular de Mongolia
- Orden de Sukhbaatar (1961)
- Orden de la Bandera Roja (1945)
- Medalla del 25.º Aniversario de la Revolución Popular de Mongolia (1946)
- Medalla por la Victoria sobre Japón (1946)

República de Checoslovaquia:
- Orden del León Blanco de 1.er grado (1945)
- Orden del León Blanco "Por la Victoria" 1.er grado (1945)
- Cruz de la Guerra de Checoslovaquia (1939 - 1945) (1945)
- Medalla del 20.º  Aniversario del Levantamiento Nacional Eslovaco (1965)
- Medalla conmemorativa del Paso de Dukel (1959)

Francia
- Gran Oficial de la Legión de Honor (1945)
- Cruz de guerra de 1914-1918 con estrella de plata (1916)
- Croix de guerre 1939-1945 con rama de palma (1945)

Hungría:
- Orden de la Libertad de Hungría (1946)
- Orden al Mérito de la República de Hungría, 1.er grado (1947)
- Orden al Mérito de la República Popular Húngara de 1.er grado, dos veces (1950 y 1965)

Corea del Norte
- Orden de la Bandera Nacional, 1.er grado (1948)
- Medalla del 40.º Aniversario de la Liberación de Corea (1985, póstuma)
- Medalla por la Liberación de Corea

Otros países
- Orden de la Legión al Mérito del Comandante en Jefe (EE. UU, 1946)
- Orden de la Nube y el Estandarte de primera clase (República China, 1946)
- Medalla del 20.º Aniversario del Ejército Popular de Bulgaria (1964)
- Medalla de la Amistad Chino-Soviética (República Popular de China)
- Gran Cinta de la Orden del Mérito Militar (Marruecos, 1965)
- Cruz de la Independencia (Indonesia; 1964)
- Orden de la Estrella de la República de Indonesia 2.º grado (Indonesia, 1963)
- Medalla por la Hermandad en Armas 1.er grado (RDA; 1966)
- Orden por la Defensa de la Patria 1, 2 y 3 grados (Rumanía, todas en 1950)
- Medalla por la liberación del fascismo (Rumanía, 1950)